# Teratai
Teratai is een bestuurslaag in het regentschap Batang Hari van de provincie Jambi, Indonesië. Teratai telt 6615 inwoners (volkstelling 2010).